# Tjitske Lingsma
Tjitske Lingsma (Tilburg, 1960) is een Nederlandse journalist, docent en auteur. In haar werk staan mensenrechten, justitie en gerechtigheid centraal. 
Na de studie Taal en letterkunde in Utrecht studeerde Lingsma van 1984 Massacomunicatie en de persgeschiedenis op het gebied van propaganda en vrije meningsuiting. Na deze studies werkte ze eerst bij Inter Press Sevice en NPS radio. In 2011 sloot ze de studie International Crimes and Criminology af aan de VU van Amsterdam.

## Journalist
Als gespecialiseerd journalist op het gebied van mensenrechten schrijft Lingsma voor De Groene Amsterdammer en het tijdschrift van Amnesty Wordt Vervolgd. 
In 1999 vertrok ze naar Azië om verslag te doen van de onafhankelijkheidsstrijd op Oost-Timor. Van het referendum in Oost-Timor en de oorlog op de Molukken deed ze verslag voor onder andere het AD, Elsevier, Amnesty International, Vrij Nederland en CNN. Van 2001 tot 2002 werkte ze als voorlichter voor de grondwetgevende vergadering van Oost-Timor. 
Ook schreef Lingsma over de Indonesische mensenrechtenactivist Munir Said Thalib, die in 2014 werd vergiftigd in het vliegtuig naar Nederland.

## Auteur
Over de verwoestende burgeroorlog op de Molukken en de rol van Nederland daarin schreef zij het boek Het verdriet van Ambon. Haar tweede boek All Rise (2014) handelt over de ambities van het Internationaal Strafhof in Den Haag. Het is een relaas over een instituut dat velen hoop gaf, maar de verdachten niet veroordeeld kreeg.

## Erkenning
Het Verdriet van Ambon werd in 2008 bekroond met de Dick Scherpenzeelprijs. en in 2014 genomineerd voor de Kees Brusseprijs.
In februari 2019 ontdekte ze met haar collega José Belo dat de Oost-Timorese Nobelvredesprijswinnaar bisschop Carlos Filipe Ximenes Belo jarenlang jongens seksueel misbruikte. Haar artikel in De Groene Amsterdammer was in de categorie Opsporend goed voor De Loep 2022. De jury oordeelde dat haar onderzoek 'wezenlijke kenmerken van goede onderzoeksjournalistiek' met elkaar verbond, zoals 'diepgaande kennis van de context en dus een uitgebreid netwerk van goede bronnen, volgehouden aandacht en prioritaire zorg voor slachtoffers'. 

## Prijzen
- 2022 - De Loep
- 2008 -  Dick Scherpenzeelprijs

- Gemeinsame Normdatei: 135814278
- International Standard Name Identifier: 0000 0000 4376 0852
- Library of Congress Control Number: nb2008017655
- Nederlandse Thesaurus van Auteursnamen: 07479809X
- Virtual International Authority File: 80268001